# Чайковський Олександр Володимирович
Олександр Володимирович Чайковський (нар. 19 лютого 1946, Москва) — радянський і російський композитор, піаніст, педагог, музично-громадський діяч, професор Московської консерваторії. У 2004—2008 — ректор Санкт-Петербурзької консерваторії. Народний артист РФ (2005)
Племінник народного артиста СРСР Бориса Чайковського.

## Біографія
Навчався по класу фортепіано в Центральній музичній школі, в 1965 році поступив в Московську консерваторію в класи композиції Тихона Хреннікова та фортепіано Льва Наумова. Закінчивши консерваторію в 1972 році, стажувався в аспірантурі, з 1976 року веде викладацьку діяльність на кафедрі композиції (з 1993 — професор, з 1997 — завідувач кафедрою). Чайковський — член Спілки композиторів СРСР з 1976 року, у 1985—1991 працював його секретарем по роботі з творчою молоддю. 
З 1993 по 2002 рік — радник з репертуару Маріїнського театру. 
З 2001 по 2002 рік — запрошений професор Санкт-Петербурзької консерваторії. З 2005 по 2008 рік обіймав посаду ректора Санкт-Петербурзької державної консерваторії. З 2003 року по даний момент — художній керівник Московської філармонії.
Чайковський веде активну композиторську, педагогічну та музично-громадську діяльність, проводить численні майстер-класи, бере участь у журі різних конкурсів. Він також є автором критичних статей у ряді провідних музичних журналів.

## Творчість
Однією з основних сфер інтересів Чайковського є музичний театр. У його операх і балетах поєднуються драматичні рішення і сучасні сценічні прийоми. В інструментальній музиці композитор багато працює в жанрі концерту, де виявляє індивідуальне ставлення до солюючого інструменту і його протиставлення оркестру. Так, віолончельний концерт Чайковського написаний у формі варіацій, а Перший концерт для альта наближається за масштабністю до симфонії. Симфонії композитора мають яскраво виражені риси програмності.

## Фільмографія
- «Осінні грози» (1974)
- «Іван та Марія» (1974)
- «Лабораторія» (1980, к/м, новела з кіноальманаху «Молодість». Випуск 3-й)
- «Піклувальники» (1982, фільм-спектакль)
- «Останне побачення» (1985, фільм-спектакль)
- «Дощ буде» (1986, фільм-спектакль)
- «Осіння кампанія 1799 року» (1986, фільм-спектакль)
- «Музика революції» (1987, мультфільм)
- «Острів іржавого генерала» (1988)
- «Про Федота-стрільця, удалого молодця» (1988)
- «Сміттяр» (2001)
- «Не звикайте до чудес...» (2003)
- «Посміхнись!» (2023, документальний)

## Нагороди
- Орден Дружби (20 вересня 2016 року) — за заслуги в розвитку вітчизняної культури і мистецтва, засобів масової інформації, багаторічну плідну діяльність[2]
- Премія Уряду Російської Федерації (2017) в царині культури 2016 року — за постановку опери «Легенда про граді Єльці»[3]